# Asako Yuzuki
Asako Yuzuki (jap. 柚木 麻子 Yuzuki Asako; ur. 1981 w Tokio) – japońska powieściopisarka.

## Życiorys
Urodziła się w 1981 r. Studiowała literaturę francuską na Uniwersytecie Rikkyō. Zadebiutowała w 2010 r. zbiorem opowiadań Shūten no ano ko (終点のあの子, pol. Dziewczyna z ostatniej stacji), zawierającym m.in. utwór Forget me, not blue, za który dwa lata wcześniej otrzymała nagrodę dla młodych twórców All Yomimono. W 2015 roku została wyróżniona nagrodą Yamamoto Shūgorō za Nairu pāchi no joshikai (ナイルパーチの女子会, pol. Stowarzyszenie dziewcząt Nile perch). Wielokrotnie była nominowana do nagrody im. Naokiego, m.in. za wydaną w 2017 r. powieść Batā (バター, pol. Masło), inspirowaną prawdziwą historią oszustki i kucharki Kanae Kijimy, skazanej za otrucie trzech kochanków. Jej książki doczekały się wielu adaptacji radiowych, telewizyjnych oraz filmowych. 